# ألفرد ويلكوكس
ألفرد ويلكوكس (10 يوليو 1920 في المملكة المتحدة - 30 يوليو 1986) (بالإنجليزية: Alfred Wilcox)‏ هو لاعب كريكت بريطاني (وحمل سابقاً جنسية المملكة المتحدة لبريطانيا العظمى وأيرلندا). لعب مع نادي مقاطعة غلوستر للكريكت ‏.

## وصلات خارجية
- ألفرد ويلكوكس على موقع إي آس بي آن كريك إنفو (الإنجليزية)